# ساوت‌پورت (کنتیکت)
ساوت‌پورت (به انگلیسی: Southport) یک منطقهٔ مسکونی در ایالات متحده آمریکا است که در شهرستان فیرفیلد، کنتیکت واقع شده‌است. طبق سرشماری سال ۲۰۱۰ ساوت‌پورت ۱٬۵۸۵٫ نفر جمعیت دارد.
مرکز ساوث پورت در سال ۱۶۳۹ مستقر و از سال ۱۹۶۷ به عنوان یک منطقه تاریخی محلی تعیین شد. این مرکز در سال ۱۹۷۱ در فهرست ملی اماکن تاریخی ایالات متحده آمریکا به‌عنوان منطقه تاریخی ثبت شد.